# Hjortstamia mexicana
Hjortstamia mexicana är en svampart som först beskrevs av A.L. Welden, och fick sitt nu gällande namn av Boidin & Gilles 2003. Hjortstamia mexicana ingår i släktet Hjortstamia och familjen Phanerochaetaceae.   Inga underarter finns listade i Catalogue of Life.